# سفارة كندا في بولندا
سفارة كندا في بولندا هي أرفع تمثيل دبلوماسي لدولة كندا لدى بولندا. تقع السفارة في Śródmieście, Warsaw ‏ وهي تهدف لتعزيز المصالح الكندية في بولندا.

## وصلات خارجية
- الموقع الرسمي
- قائمة سفارات كندا
- قائمة السفارات في بولندا